# Oto Matický
Oto Matický (* 30. Juni 1963 in Bratislava) ist ein ehemaliger slowakisch-österreichischer Basketballspieler.

## Laufbahn
Matický spielte in der Tschechoslowakei für Slavia SVŠT Bratislava (1983/84), RH Pardubice (1984–1986) und Inter Bratislava (1986–1990). 1987, 1988 und 1989 war er tschechoslowakischer Basketballspieler des Jahres.
1990 wechselte der 2,07 Meter große Innenspieler zum österreichischen Bundesligisten UKJ Möllersdorf (später in Arkadia Traiskirchen umbenannt) und wurde zu einer prägenden Figur der niederösterreichischen Mannschaft. 1991, 1994 und 2000 gewann er die österreichische Meisterschaft, 1997, 2000 und 2001 zudem den nationalen Pokalbewerb. 1992, 1995 und 1996 wurde Matický, der im Laufe seiner Karriere die österreichische Staatsbürgerschaft annahm, Vizemeister.
2003 verließ der Traiskirchen und ging zu Inter Bratislava zurück, wo er noch bis 2005 spielte. Nach dem Karriereende war Matický zeitweise als Manager und Trainer für Inter tätig.

### Nationalmannschaft
Matický war zunächst Nationalspieler der Tschechoslowakei, später dann der Slowakei.

## Privates
Seine Tochter Nicole Matická wurde ebenfalls Basketballspielerin, bestritt Länderspiele für die Juniorennationalmannschaft der Slowakei, studierte und spielte am New Jersey Institute of Technology in den Vereinigten Staaten, ehe sie in die deutsche Bundesliga nach Oberhausen wechselte.